# Pedilanthus
Pedilanthus é um género botânico pertencente à família Euphorbiaceae.

## Espécies
Composto por 64 espécies:
| - Pedilanthus anacampseroides - Pedilanthus angustifolius - Pedilanthus aphyllus - Pedilanthus articulatus - Pedilanthus bahamensis - Pedilanthus bracteatus - Pedilanthus brittoni - Pedilanthus calcaratus - Pedilanthus campester - Pedilanthus camporum - Pedilanthus canaliculatus - Pedilanthus carinatus - Pedilanthus coalcomanensis - Pedilanthus connatus - Pedilanthus cordatus - Pedilanthus cordellatus - Pedilanthus cymbiferus - Pedilanthus deamii - Pedilanthus diazlunanus - Pedilanthus fendleri - Pedilanthus finkii - Pedilanthus ghiesbreghtianus | - Pedilanthus gracilis - Pedilanthus greggii - Pedilanthus grisebachii - Pedilanthus gritensis - Pedilanthus houlletii - Pedilanthus ierensis - Pedilanthus involucratus - Pedilanthus itzaeus - Pedilanthus jamaicensis - Pedilanthus latifolius - Pedilanthus laurocerasifolius - Pedilanthus linearifolius - Pedilanthus lycioides - Pedilanthus macradenius - Pedilanthus macrocarpus - Pedilanthus millspaughii - Pedilanthus myrsifolius - Pedilanthus myrtifolius - Pedilanthus nodiflorus - Pedilanthus olsson - Pedilanthus oerstedii - Pedilanthus padifolius | - Pedilanthus palmeri - Pedilanthus parasiticus - Pedilanthus pavonis - Pedilanthus pectinatus - Pedilanthus peritropoides - Pedilanthus personatus - Pedilanthus petraeus - Pedilanthus pringlei - Pedilanthus pulchellus - Pedilanthus purpusii - Pedilanthus ramosissimus - Pedilanthus retusus - Pedilanthus rubescens - Pedilanthus sarissophyllus - Pedilanthus smallii - Pedilanthus spectabilis - Pedilanthus subcarinatus - Pedilanthus tehuacanus - Pedilanthus tithymaloides - Pedilanthus tomentellus |